# Pianoconcert nr. 2 (Rorem)
Ned Rorem componeerde zijn Pianoconcert nr. 2 in 1951 in Fez, Marokko. Het concert is moeilijk bij een specifieke muziekstijl in te delen. Het heeft de traditionele driedelige opzet van een klassiek concerto en de muziek lijkt uit de laat-romantische periode. Daarentegen staat de indeling van tempi haaks op het klassieke concert, twee rustige begindelen en een rumoerig slotdeel.

## Delen
1. Somber and steady
2. Quiet and sad
3. Real Fast!

Het concert begint ingetogen zoals concerten in de romantiek vaak begonnen; een vergelijking met de pianoconcerten van Sergej Rachmaninov of Maurice Ravel dringt zich aan de luisteraar op. De muziek klinkt loom, ook de solopartij is gespeend van technische passages. Deel (2) kent enige momenten van korte cadensen voor de solist, maar blijft ook kalm. In deel (3) moet de solist uit een ander vaatje tappen; het is uitermate snel en technisch met jazzachtige ritmen en een sprankelend eind.

## Première
De première werd in mei 1951 gegeven door Julius Katchen, voor wie het geschreven was; begeleid door het Orchestre National de France o.l.v. Jean Giardino. Men was in Parijs wel te spreken over dit concert, maar het bleef daarna bijna onuitgevoerd. Rorem denkt dat de reden daarvoor is, dat het te klassiek klinkt voor een modern werk en te modern voor het echte klassieke repertoire.

## Bron en discografie
- Uitgave Naxos; Koninklijk Nationaal Orkest van Schotland o.l.v. José Serebrier; solist Simon Mulligan